# پینت راک (آلاباما)
پینت راک (به انگلیسی: Paint Rock) شهری در شهرستان جکسون ایالت آلاباما است که مساحت آن ۱٫۱۵ کیلومتر مربع است و در سرشماری سال ۲۰۱۰ میلادی، ۲۱۰ نفر جمعیت داشته و تراکم جمعیتی آن، ۱۸۲٫۶۱ نفر در هر کیلومتر مربع بوده است.